# Juan Jiménez (conquistador)
Juan Jiménez (Galisteo, Cáceres, 1514 – ?) fue un conquistador español, otro de los extremeños a quienes, en los primeros tiempos, le tocó lo más difícil y penoso de las conquistas y exploraciones del territorio venezolano.

## Biografía
Juan Jiménez había nacido en Galisteo (Cáceres) en 1514; muy joven marchaba al territorio venezolano en una de las expediciones de los Welser para integrarse en la conquista de la comarca que les había sido adjudicada a los banqueros alemanes y que comprendía una extensa zona de la parte occidental de lo que hoy pertenece a Venezuela.
Primeramente participa al mando del gobernador Jorge de Espira, en la penosa expedición al territorio de los indios “choques”, donde durante los tres años que duró la jornada, pasarían toda clase de calamidades, puesto que de los 490 hombres que salieron desde Santa Ana de Coro, solamente regresaron con vida 150 soldados maltrechos, y cubiertos de harapos y cargados de miseria.

## El Dorado de la muerte
Después de esta aciaga experiencia, se enrola en la expedición de conquista que el capitán general Felipe de Hutten (ver Felipe de Utre), organizaba para descubrir el “país de los omeguas” donde creían que estaba ubicado El Dorado, y donde los indios le decían que había pueblos con casas de paredes y techos de oro. En la búsqueda de este mítico pueblo emplearon casi cinco años y como habían muerto muchos de los expedicionarios, Hutten decide regresar a Coro para juntar más soldados y organizar otra expedición con la intención de seguir buscando El Dorado.
Siguiendo la ruta que les llevaría a Santa Ana de Coro, Felipe de Hutten y los suyos, aciertan a pasar por El Tocuyo, ciudad que hacía pocos meses que había fundado Juan de Carvajal con la gente que había sacado de Coro para que no siguieran pasando hambre y huyeran de la miseria. Como la fundación de la esta ciudad perjudicaba los intereses de los alemanes, Carvajal y Hutten se enzarzan en una agriada discusión y el alemán quiere despoblar la ciudad y llevarse nuevamente la gente a Santa Ana de Coro.

## Desavenencias en El Tocuyo
Con Hutten venía Bartolomé Welser, hijo de los banqueros alemanes, y este de un golpe de lanza, tira en el barro a Carvajal, el alemán desarma a los soldados y se lleva las armas y los caballos. Esta afrenta no la soporta Carvajal, sale con varios de su guardia detrás de los alemanes, les da alcance en el camino de Coro y otra vez vuelven a enzarzarse en una desagradable discusión que termina trágicamente. Por las ofensas recibidas, Carvajal ha perdido los estribos y ordena ejecutar a Felipe de Huten, a Bartolomé y a otros tres españoles que les acompañaban.
Juan Jiménez y su coterráneo Juan Hidalgo, eran amigos inseparables y tenían la misma edad, dedicados en este episodio a cumplir su cometido, no habían presenciado la ejecución de los alemanes porque iban delante de la gente de Hutten para explorar el camino y abrir rozas en las partes selváticas y no se enteraron de lo sucedido hasta que los alcanzaron el resto de la partida. Una vez en Santa Ana de Coro prestan declaración del caso ante las autoridades y con éstas volverán a la ciudad de El Tocuyo para prender y procesar a Juan de Carvajal.

## Expediciones fundadoras
Resuelto el asunto de Carvajal, procesado y ejecutado, se reanudan las tareas cotidianas y se proyectan nuevas salidas exploradoras. A la orden del capitán Diego Ruiz de Vallejo, Juan Jiménez se enrolaba en otra expedición de conquista y fundación de varios pueblos en las estribaciones andinas de la zona que hoy pertenece a Venezuela (Carache, Escuque y Boconó) en la comarca venezolana donde se había fundado la ciudad de Trujillo. Los indios de esta comarca eran bastante belicosos y Juan Jiménez se distinguió como valiente soldado en sus enfrentamientos con los naturales.
Apaciguada la comarca de Trujillo se emprenden otras conquistas hacia el interior y en las zonas costeras. Con el capitán Juan de Villegas, Juan Jiménez asistió al descubrimiento de la laguna de Tacarigua y la exploración de la zona circundante, y con otros dos españoles, se le encargó la búsqueda de yacimientos auríferos en aquella comarca, pero no encontraron ninguno. También con el capitán Villegas, el 10 de abril de 1551, asistía a la fundación de la ciudad de Borburata, donde se quedaría el resto de su vida como vecino de la nueva ciudad.